# Vieremä

Brasão de Vieremä.

Localização de Vieremä na Finlândia.

Vieremä é um município Finlandês, localizado na província da Finlândia Oriental, parte da Região Norte da Savonia. Tem uma população de 3 982 habitantes (31 de Janeiro de 2010) e cobre uma área de 973,39 km² dos quais 48,2 km² é de água.
A densidade populacional é de 4,3 habitantes por metro quadrado. É unilinguisticamente Finlandês.